# Москва (Бельгия)
Москва́ (нидерл. Moscou) — историческое название одного из пригородных районов города Гента в Бельгии. Район получил название в честь подразделения Русской императорской армии, которое здесь располагалось лагерем в 1814—1815 гг. во время наполеоновских войн при шестой коалиции и «ста днях» Наполеона. Население 4,7 тыс. чел.

## История
2 февраля 1814 года руководство города Гента, лояльное Наполеону Бонапарту, покинуло город ввиду приближающейся Русской императорской армии. 4 февраля русские войска (в том числе казачьи формирования), а также прусские гусары вошли в город
Источники отмечают, что русские солдаты, располагающиеся лагерем за пределами Гента, осуществляли грабёж местных крестьян. В Брюссель была направлена делегация, которая пыталась добиться 7 февраля отъезда казаков из города и оставления в Генте только прусских отрядов 250 донских казаков во главе с полковником Быхаловым простояли до 31 июля 1814 года. Поскольку казаки являлись нежелательным населением города, лагерь был разбит за его пределами, на месте нынешнего пригорода. Название района Москва восходит к данному казаками названию данной местности в период существования лагеря.
На протяжении XIX-начала XX вв. Москва постепенно вошла в черту разрастающегося города Гента. В районе появились жилые кварталы. В начале XX века в районе Москва была построена железнодорожная развязка линий в Антверпен и Брюссель и сооружена Южная железнодорожная станция. Во время всемирной выставки 1913 года в Генте в районе Москва было осуществлено использование верблюдов как тягловой силы на рельсах.
В 1931 году из Гента в Москву была проведена трамвайная линия от Гентского железнодорожного вокзала.
В 1977 году пригород Москва был включён в состав Гента.

## Инфраструктура
В Москве располагается пересечение железнодорожных линий в Антверпен и Брюссель, железнодорожная эстакада и конечная остановка гентского трамвая (номер 3).

## Население
Несмотря на значительное население, Москва никогда не являлась отдельным городом или деревней. В 2004 году в Москве проживало 4 747 человек, что на 0,8 % больше, чем в 1997 году (в течение того же периода население Гента возросло на 2,8 % до 230 723 жителей). В населении Москвы абсолютно преобладают жители бельгийского происхождения, высок процент старого населения.

## В кино
- В Москве происходили события фильма «Москва, Бельгия» (2008).